# Селіште (Марамуреш)
Селіште (рум. Săliște) — село у повіті Марамуреш в Румунії. Входить до складу комуни Бесешть.
Село розташоване на відстані 410 км на північний захід від Бухареста, 40 км на південний захід від Бая-Маре, 88 км на північний захід від Клуж-Напоки.

## Населення
За даними перепису населення 2002 року у селі проживали 123 особи, усі — румуни. Усі жителі села рідною мовою назвали румунську.